# Bruce Li
Ne doit pas être confondu avec Bruce Lee ou Bruce Liu.
Ho Chung-tao (né le 5 juin 1950), est un acteur et artiste martial taïwanais. qui a connu son heure de gloire dans les années 1970 lors de la Bruceploitation, une mode cinématographique qui a suivi la mort de Bruce Lee et dont il fut la star du genre.
D'abord cascadeur, sa carrière d'acteur décolle très vite à la suite du décès de Bruce Lee et de sa ressemblance avec lui. Il enchaîne alors 4 à 5 films par an pendant plusieurs années dans le rôle d'un clone de Bruce Lee. Mais il s'enferme malgré lui dans ces uniques rôles et ne parviendra jamais à trouver sa propre voie. Dégouté du cinéma, il quitte définitivement les plateaux en 1985.
Sa carrière est le sujet d'une partie du documentaire Top Fighter de 1995 où il déclare qu'il est mécontent que les studios voulaient faire de lui un gadget marketing de Bruce Lee en disant : « Je peux faire comme lui mais je ne pourrais jamais être lui ».

## Biographie
Il passe sa jeunesse à étudier les arts martiaux dans l'objectif de devenir prof de sport dans un lycée, mais sur les conseils de ses professeurs, il préfère finalement exploiter ses compétences au cinéma et jouer les figurants cascadeurs à Taïwan et à Hong Kong sous le nom de James Ho.
Après la mort surprise de Bruce Lee en 1973, la carrière d'acteur de Ho Chung-tao décolle grâce à sa certaine ressemblance avec lui. Le premier film où il joue un clone de Bruce Lee est Conspiracy. Par la suite, les producteurs du Jeu de la mort lui demandent de finir le film dans le rôle de Lee mais Ho décline l'offre.
Après cela, il est employé par le producteur Jimmy Shaw qui lui donne le nom de scène de « Bruce Li ».
Après que Ho eut terminé son service militaire, il apparaît dans Goodbye, Bruce Lee (en), un film hybride comportant des chutes de tournages du Jeu de la mort (on y voit Kareem Abdul-Jabbar) et des scènes reconstituées avec Li. Puis il devient une star de la Bruceploitation en 1976 avec The Young Bruce Lee et La Vie fantastique de Bruce Lee. Certains producteurs taïwanais et hongkongais sans scrupules osent ensuite même le créditer directement sous le nom de « Bruce Lee », et vont jusqu'à utiliser la vraie photo de Bruce Lee sur les affiches sans préciser aux spectateurs que c'est un clone qu'ils verront à l'écran.
Li apparaît également dans Bruce Lee contre Superman dans le rôle de Kato (en), l'assistant du Frelon vert (en), un rôle tenu à l'origine par le vrai Bruce Lee.
Les producteurs veulent vraiment faire de Li le successeur « officiel » de Bruce Lee. En 1976, dans le film Salut Bruce Lee, bonjour le tigre (en), Li rencontre Lee qui le désigne comme celui qui le remplacera et le surnomme le « Tigre ». Li apparaît aussi dans Le Tigre sort ses griffes (en), avec Angela Mao, dans lequel il combat Paul L. Smith. Il continue en jouant dans deux suites non officielles du classique de Bruce Lee, La Fureur de vaincre.
En 1976, Li reprend le rôle de Bruce Lee dans le film biographique La Vie fantastique de Bruce Lee, où il chorégraphie les scènes d'action lui-même. Grand succès, il est considéré par les spectateurs comme l'un des meilleurs biopics de Bruce Lee.
Il continue à tourner des films d'arts martiaux jusqu'aux années 1980 et en réalise également certains comme Le Cascadeur chinois (en) en 1981 où il incarne un acteur dégoûté par les magouilles du cinéma.
Bien que Ho se démarque des autres imitateurs de la Bruceploitation, il ne parvient cependant jamais à se séparer de ses rôles de Bruce Lee. Il met fin à sa carrière en 1985 après la mort de sa femme et rentre à Taïwan pour devenir professeur d'éducation physique à l'université Ping Chung de Taipei. Il est également professeur particulier d'arts martiaux pour des apprentis comédiens. Depuis, il n'est apparu à l'écran que très brièvement dans des documentaires sur le cinéma d'arts martiaux ou sur Bruce Lee. 

## Filmographie

### Cinéma
- Rickshaw Man (1974) (aussi appelé  Rickshaw Driver et Shaolin Kung Fu)
- Bruce Lee: A Dragon Story (1974) (aussi appelé  Super Dragon: The Bruce Lee Story et Bruce Lee Story: Super Dragon)
- Iron Man (1975)
- Goodbye, Bruce Lee (1975)
- Bruce Lee contre Superman (1975)
- La Vie fantastique de Bruce Lee (1976)
- Salut Bruce Lee, bonjour le tigre (1976)
- Enter the Panther (1976)
- Le Cercle infernal du kung-fu (1976) (aussi appelé  Bruce Lee's Deadly Kung Fu et Story of the Dragon)
- The Ming Patriots (1977) (aussi appelé  Revenge of the Patriots)
- Bruce Li in New Guinea (1977)
- Bruce Lee the Invincible (1977)
- The Dragon Lives (1977)
- Bruce Lee, We Miss You (1977) (aussi appelé  Dragon Dies Hard)
- Fist of Fury 2 (1977) (aussi appelé  Chinese Connection 2 et Fist of Fury Part 2)
- Soul Brothers of Kung Fu (1978) (aussi appelé Le doigt vengeur de Bruce lee)
- Diamants et karaté (1978) (aussi appelé  Storming Attacks)
- Bruce Lee et ses mains d'acier (1978)
- Edge of Fury (1978)
- Dynamo (1978)
- Deadly Strike (1978) (aussi appelé  Wanted! Bruce Li, Dead or Alive)
- Bruce Li's Magnum Fist (1978)
- Bruce Lee vs. the Iron Dragon (1978)
- Le Tigre sort ses griffes (1978)
- Bruce Against Iron Hand (1979)
- The Lama Avenger (1979) (aussi appelé  The Three Avengers)
- Fist of Fury 3 (1979) (aussi appelé  Chinese Connection 3)
- The Iron Dragon Strikes Back (1979)
- Blind Fist of Bruce (1979)
- Le Cascadeur chinois (1981)
- Powerforce (1982)

### Documentaire
- The Young Bruce Lee (1976, aussi appelé The Little Dragon)
- The Real Bruce Lee (en) (1977)